# Helmut Clahsen
Helmut Clahsen (* 16. Juni 1931 in Aachen; † 23. Oktober 2015 ebenda) war ein deutscher Schriftsteller, der sich vor allem mit lokalhistorischen Werken und der Publikation von Zeitzeugenberichten über seine Kindheit und Jugend während der NS-Diktatur einen Namen machte.

## Leben
Clahsen wurde am 16. Juni 1931 in Aachen als ältestes von drei Kindern des städtischen Beamten Heinrich Clahsen und der jüdischen Konzertpianistin Else Clahsen, geborene Klein, geboren und war nach der so genannten Machtergreifung der Nationalsozialisten rassistischer Diskriminierung ausgesetzt. Einer drohenden Verhaftung und Deportation entging Clahsen unter anderem durch eine Unterbringung in einem Versteck im belgischen Grenzort Gemmenich. Nach dem Krieg lernte er zunächst das Bäcker- und Konditorhandwerk, nach einer beruflichen Neuorientierung war er später als Schauwerbegestalter tätig. Im Jahr 1988 wurde er aus gesundheitlichen Gründen berentet und begann in dieser Folge zu schreiben.
In seinem ersten autobiografischen Bericht Mama, was ist ein Judenbalg?, der im Jahr 2003 erschien, thematisierte Clahsen sein Leben und Überleben als sogenanntes halbjüdisches Kind in Aachen und Umgebung. Sein eigenes Schicksal schilderte er zudem in weiteren Werken Der Sekretär (2006), … indem sie Feuer entzündeten (2008), Und danach, David? Ist Goliath wirklich besiegt? (2010), veröffentlichte aber darin auch zunehmend an lokalhistorischen Fragestellungen interessierte Abhandlungen über die Geschichte Aachens während der NS-Diktatur, des Zweiten Weltkriegs und der Nachkriegszeit. In seinem letzten, im Jahr 2014 veröffentlichten Buch beschäftigte sich Clahsen mit den Trümmerfrauen im Aachener Raum.
In dem Erfahrungsbericht Mir fehlen die Worte beschrieb er 2003 das Schicksal seiner an Aphasie erkrankten Frau.
Helmut Clahsen lebte in Aachen und trat regional und überregional als Zeitzeuge vor Schülern und Studenten auf, um über seine persönlichen Erfahrungen während der NS-Diktatur zu berichten. Bei einem seiner letzten größeren Auftritte erzählte er seine Lebensgeschichte vor über 1500 Hörern an der Universität Antwerpen.
Helmut Clahsen starb am 23. Oktober 2015 nach schwerer Krankheit.

## Werke
- Mir fehlen die Worte … Aphasie nach Schlaganfall – ein Erfahrungsbericht. Mabuse Verlag, Frankfurt am Main 2003.
- Mama, was ist ein Judenbalg? Eine jüdische Kindheit in Aachen 1935–1945. Helios-Verlag, Aachen 2003, ISBN 3-933608-74-0.
- Der Sekretär. Schicksal einer jüdischen Großfamilie aus Aachen in der NS-Zeit. Helios-Verlag, Aachen 2006, ISBN 3-938208-38-4.
- … indem sie Feuer entzündeten. Helios-Verlag, Aachen 2008, ISBN 978-3-938208-90-8.
- Und danach, David? Ist Goliath wirklich besiegt? Überleben im zerstörten Aachen 1945–1949. Helios-Verlag, Aachen 2010, ISBN 978-3-86933-038-9.
- Trümmerfrauen: Angst, Not, Leid und Tod in Aachen während und nach dem 2. Weltkrieg Helios-Verlag, Aachen 2014, ISBN 978-3869331218.